# Шен-Десю
Шен-Десю́ (фр. Chein-Dessus, окс. Shenh Dessús) — коммуна во Франции, находится в регионе Юг — Пиренеи. Департамент — Верхняя Гаронна. Входит в состав кантона Аспе. Округ коммуны — Сен-Годенс.
Код INSEE коммуны — 31140.

## География
Коммуна расположена приблизительно в 660 км к югу от Парижа, в 80 км к юго-западу от Тулузы.
На востоке коммуны протекает река Арбас (англ. Arbas). Большую часть территории коммуны занимают леса.

## Климат
Климат умеренно-океанический. Зима мягкая и снежная, весна характеризуется сильными дождями и грозами, лето сухое и жаркое, осень солнечная. Преобладают сильные юго-восточные и северо-западные ветры.

## Население
Население коммуны на 2010 год составляло 194 человека.
| 1962 | 1968 | 1975 | 1982 | 1990 | 1999 | 2010 |
| ---- | ---- | ---- | ---- | ---- | ---- | ---- |
| 266  | 239  | 213  | 209  | 200  | 184  | 194  |

## Администрация
| Период | Период | Фамилия             | Партия | Примечания |
| ------ | ------ | ------------------- | ------ | ---------- |
| 2001   | 2008   | Фернан Фонта        |        |            |
| 2008   | 2014   | Мишель Руш          |        |            |
| 2014   | 2020   | Франсин Иларги-Круа |        |            |

## Экономика
В 2010 году среди 103 человек трудоспособного возраста (15—64 лет) 69 были экономически активными, 34 — неактивными (показатель активности — 67,0 %, в 1999 году было 65,7 %). Из 69 активных жителей работали 63 человека (39 мужчин и 24 женщины), безработных было 6 (4 мужчины и 2 женщины). Среди 34 неактивных 8 человек были учениками или студентами, 10 — пенсионерами, 16 были неактивными по другим причинам.

## Фотогалерея
- Въезд в Шен-Десю
- Карта коммуны